# Медзна (гміна)
Гміна Медзна (пол. Gmina Miedzna) — сільська гміна у центральній Польщі. Належить до Венґровського повіту Мазовецького воєводства.
Станом на 31 грудня 2011 у гміні проживало 4095 осіб.

## Площа
Згідно з даними за 2007 рік площа гміни становила 115.78 км², у тому числі:
- орні землі: 67.00%
- ліси: 27.00%

Таким чином, площа гміни становить 9.50% площі повіту.

## Населення
Станом на 31 грудня 2011:
| Опис     | Загалом | Загалом | Чоловіки | Чоловіки | Жінки | Жінки |
| -------- | ------- | ------- | -------- | -------- | ----- | ----- |
| одиниця  | осіб    | %       | осіб     | %        | осіб  | %     |
| все      | 4095    | 100     | 2032     | 49.62    | 2063  | 50.38 |
| міське   | 0       | 100     | 0        |          | 0     |       |
| сільське | 4095    | 100     | 2032     | 49.62    | 2063  | 50.38 |

## Сусідні гміни
Гміна Медзна межує з такими гмінами: Венґрув, Косув-Ляцький, Лів, Соколув-Подляський, Сточек.